# أوغسطس، دوق ساكس-غوتا-ألتنبورغ
أوغسطس دوق ساكس-غوتا-ألتنبورغ (الاسم الكامل: إميل ليوبولد أوغسطس؛ 23 نوفمبر 1772 - 17 مايو 1822)؛ كان دوق ساكس-غوتا-ألتنبورغ، ومؤلف إحدى أولى الروايات الحديثة التي تناولت الحب المثلي، كذلك هو جد الأمير ألبرت زوج الملكة فيكتوريا من ناحية والدته.

## السيرة الذاتية
وُلِد أوغسطس في 23 نوفمبر 1772 في غوتا باعتباره الابن الثاني لإرنست الثاني دوق ساكس-غوتا-ألتنبرغ وشارلوت من ساكس-ماينينغن، وفي عام 1779 أدى وفاة شقيقه الأكبر إرنست إلى جعله وريثًا لدوقية ساكس-غوتا-ألتنبرغ، خلال شبابه تلقى تعليمًا جيدًا للغاية، وقد أثَّرت بيئته -المتعاطفة مع اليعاقبة- عليه مُثُل الحرية والمساواة والأخوة.
كان أوغسطس مؤيدًا لنابليون بونابرت عندما أصبح خلفية والده منذ عام 1804، وهو ما أثبت أنه ميزة خلال الحروب النابليونية، انضمت دولته ساكسونيا غوتا ألتنبورغ إلى اتحاد الراين في عام 1806، عندما زحف الجيش الفرنسي إلى دوقيته خلال هذا العام، إلا أن أوغسطس بقي في غوتا وبالتالي منع التصعيد المحتمل، وكما دافع عن الصحفي الناقد المسجون رودولف زاكارياس بيكر وأقنع القائد العسكري بإطلاق سراحه بسرعة.
زار نابليون بونابرت الذي كان يبدأ دائمًا في رسائله إلى أوغسطس بعبارة " ابن عمي" وينهيه بعبارة "ابن عمك" الدوق عدة مرات في غوتا كعلامة على تقديره، ولكنه لم يمكث ليلته في قلعة فريدينشتاين أبدًا.
- الزيارات التالية التي قام بها نابليون إلى المدينة (بعضها كانت قصيرة جدًا) والاجتماعات مع الدوق أوغسطس معروفة:
- 23 يوليو 1807 (حفل استقبال في القصر ووليمة غذاء مع الدوق والدوقة).
- 27 سبتمبر 1808 (أثناء رحلته إلى مؤتمر إرفورت، ألتقى مع الدوق والعشاء في القلعة).
- 14 أكتوبر 1808 (بعد العودة من مؤتمر إرفورت، والتوقف في قلعة فريدريشثال وجمعته لقاء قصير مع أوغسطس).
- 15 ديسمبر 1812 (خلال رحلته إلى روسيا، توقف في المدينة دون اللقاء مع أوغسطس).
- 25 أكتوبر 1813 (بعد العودة من روسيا، والمبيت في فندق زوم موهرين، دون لقاء مع أوغسطس).

منذ عام 1811 حتى عام 1813، احتفل الدوق بعيد ميلاد نابليون في 15 أغسطس بحفل استقبال كبير في قصر فريدنشتاين، وفي عام 1807 حصل على إحدى قبعات نابليون ذات القرنين، والتي تُعرض حتى يومنا هذا في فريدنشتاين، ومع زيارة نابليون في 23 يوليو 1807 أهدى أوغسطس للإمبراطور الفرنسي عربة سوداء باهظة الثمن، ولكن نابليون رفض استخدامها، بلغ هوس أوغسطس بنابليون ذروته عندما بنى غرفة نابليون في قصر فريدنشتاين على الطراز الإمبراطوري، والتي صممها بنفسه - ولا تزال من أبرز معالم القصر اليوم، يُظهر على سقف الغرفة سماء مرصعة بالنجوم مع الشمس والقمر، بينما تُظهر الشمس ملامح نابليون، وتظهر القمر وجه أوغسطس.
كان أوغسطس معروفًا بأنه راعي وجامع للفن، وكان يكره الصيد وركوب الخيل، أهدى له كارل ماريا فون فيبر (الذي سدد ديونه)؛ كونشيرتو البيانو الثانية الخاص به من باب الامتنان، كما كان يُنظر إليه على أنه غريب الأطوار، مع ميل إلى المظاهر الفاضحة أو الاستفزازية، وصفه يوهان فولفغانغ فون غوته بأنه "لطيف ومثير للاشمئزاز في نفس الوقت"، إن ميله إلى التحول الجنسي هي سمة مميزة عنده: كان يحب الظهور بملابس نسائية وبالتالي صدم بلاط الدوقي في غوتا، كانت الرسامة الشهيرة كارولين لويز سيدلر أثناء إقامتها في بلاط غوتا خلال شتاء عام 1811 لرسم عائلة الدوق، وصفته بأنه "أغرب شخص خلال عصره"، وكان مظهره "شبيهًا بالسيدات"، كان يفضل الرقص وارتداء الجوارب الحريرية والملابس النسائية، أطلق على نفسه اسم " إميلي" بين أصدقائه، هناك إشارات إلى المثلية الجنسية المحتملة في أعماله الأدبية، في عام 1805 نشر رواية شعرية مجهولة المصدر، تدور أحداثها في اليونان القديمة، بحيث يقع العديد من الأزواج في الحب ويتغلبون على عقبات مختلفة ويعيشون في سعادة دائمة، اعتبرت فريدة من نوعها في أن أحد الزوجين كان مثلي الجنس، وكان يتم التعامل مع علاقتهما الغرامية بشكل لا يختلف عن علاقة أي من الآخرين، ربما تكون هذه هي أول رواية منذ العصور القديمة يتم فيها التعامل مع الحب بين نفس الجنس بهذه الطريقة، كان أوغسطس رجلاً ذا ثقافة عظيمة، وكان أيضًا على تواصل مع جان باول، مدام ستايل، وبيتينا فون أرنيم.
بعد هزيمة نابليون النهائية في واترلو، ومؤتمر فيينا أصبح أوغسطس شخصًا غير مرغوب فيه في محافل الأرستقراطية والدبلوماسية، وكان أيضًا غير محبوب لدى عامة الناس ذوي الميول القومية، وتوفي في 17 مايو 1822 بغوتا، كانت ظروف وفاته المفاجئة بعد مرض قصير غير واضحة.
خلفه شقيقه فريدرش كدوق، ودُفن أوغسطس على جزيرة في بحيرة شلوسبارك في سرداب مُزين خصيصًا له، حيث دُفنت زوجته الثانية كارولين أمالي أيضًا في عام 1848 معه، ومثل القبور الأخرى لعائلة الدوق، لم يُميز قبره بأي نصب تذكاري، لم يتم التعرف على الشكل البيضاوي الزهري البسيط، الذي كان يميز القبر ذات يوم لحتى عقود من الزمن، وبالتالي فإن موقع دفن الزوجين الدقيق غير معروف.

## الزواج والذرية
تزوج أوغسطس أولاً في لودفيغسلوست في 21 أكتوبر 1797 من قريبته لويز شارلوت من مكلنبورغ شفيرين، وأنجبت له ابنة واحدة:-
- لويز دوروثيا بولين شارلوت فريدريكا أوغست (ولدت في غوتا في 21 ديسمبر 1800 - وتوفيت في باريس في 30 أوغسطس 1831)؛ تزوجت أولاً في 31 يوليو 1817 من إرنست الثالث دوق ساكس كوبورغ-زالفلد، لكنهما انفصلا في عام 1826، وثانيًا في 18 أكتوبر 1826 من ألكسندر فون هانشتاين، لويز هي والدة ألبرت فون ساكس كوبورغ غوتا زوج الملكة فيكتوريا، ومن خلالها أصبح أوغسطس سلفًا لجميع ملوك البريطانيين بدءًا من إدوارد السابع، والعديد من الملوك الحاكمين في جميع أنحاء أوروبا.

توفيت الدوقة لويز شارلوت في 4 يناير 1801 بعد أسبوعين من ولادة لويز، بعد خمسة عشر شهرًا في 24 أبريل 1802، تزوج أوغسطس في كاسل من الأميرة كارولين أمالي ابنة فيلهلم الأول ناخب هسن      وفيلهيلمين كارولين الدنماركية، لم ينجبا أطفالًا، وأصبحا غريبين بعد الزواج بفترة وجيزة، لأن "وجهات نظرهما المشتركة حول الحياة مختلفة تمامًا"، وأصبح الظهور معًا في الأماكن العامة نادرًا بعد عام 1810، وبعد عام 1813 لم تعد كارولين أمالي تعيش في قلعة فريدينشتاين مع أوغسطس، بل انتقلت إلى قلعة فريدريشثال.